# Nonnweiler
Nonnweiler település Németországban, azon belül Saar-vidék tartományban. Lakosainak száma 8489 fő (2023. december 31.). Nonnweiler Hermeskeil községgel határos.

## Népesség
A település népességének változása:
| Lakosok száma | 8454 | 8590 | 8477 | 8458 | 8526 | 8489 |
|               | 1975 | 2017 | 2019 | 2021 | 2022 | 2023 |